# De Janela pro Cinema
De Janela pro Cinema é um curta-metragem de animação em stop motion de 1999 e o primeiro trabalho autoral do brasileiro Quiá Rodrigues. O filme usa cerca de sessenta clássicos do cinema mundial como referência e atores famosos na forma de bonecos de látex para homenagear a sétima arte entre cenas, personagens e objetos, enquanto a protagonista canta em seu apartamento durante o banho e é observada por vizinhos.
Os nove personagens representandos como bonecos são: o vampiro Nosferatu (Max Schreck, no filme homônimo de 1922); Carlitos (do comediante Charles Chaplin); "The Girl" (Marilyn Monroe, no filme O Pecado Mora ao Lado de 1955); Macunaíma (Grande Otelo, no filme homônimo de 1969); o anjo Damiel (Bruno Ganz, no filme Asas do Desejo de 1987); o mágico Mandrake (Marcelo Mastroianni em Entrevista, filme de 1987); a vendedora da tabacaria Lúcia (Maria Antonietta Beluzzi em Amarcord, filme de 1973); "Monsieur" Hulot (personagem do ator Jacques Tati em Mon Oncle de 1958) e o fotógrafo L. B. "Jeff" Jefferies (James Stewart no filme Janela Indiscreta de 1954).
Ao se valer do próprio cinema como fonte de inspiração, Rodrigues produziu uma animação metalinguística baseada em citações, alusões e paródias em meio a fotografias, cartazes e ambientes que compõem os cenários do filme.  Segundo a pesquisadora Eliane Gordeeff, o resultado do projeto foi uma mistura 'abrasileirada' aos moldes da autofagia de Oswald de Andrade, com referências a 'estética da fome', as chanchadas e a tropicália; e de manifestações pictóricas e simbólicas de narrativas estrangeiras. Como obra de animação, o filme também marca o ressurgimento das produções autorais no Brasil na década de 90, após a criação de leis de apoio e incentivo.
O curta recebeu mais de vinte e seis premiações, além de se tornar um marco na animação nacional, pois foi a primeira produção a receber o prêmio de Melhor Animação Brasileira em seu lançamento no Anima Mundi de 1999 – o primeiro ano em que ocorreu a premiação desta categoria, pois até então, não haviam produções participantes em número suficiente que a justificasse no festival. Em 2000, foi indicado internacionalmente para a Mostra Cinéfondation no Festival de Cannes, na França e no Festival de Havana em Cuba, onde ficou com o segundo lugar de Melhor Animação.

## Enredo
Em uma cidade à noite, num plano geral mostrando letreiros e janelas de edifícios, ouve-se a voz de uma mulher a cantar e vizinhos passam a observar voyeuristicamente a movimentação no apartamento dela através de suas janelas. Ela é observada pelo anjo Damiel e é desejada pelo vampiro Nosferatu. Na sequência, em prédios vizinhos, Jeff um fotógrafo numa cadeira de rodas a observa à distância com uma câmera com teleobjetiva. Carlitos, da sua janela, espia a mulher nua debaixo do chuveiro através de um buraco numa revista quando "Monsieur" Hulot entra no apartamento do comediante e, após “corrigir” a inclinação de um quadro na parede, desencadeia outras gags e passa a olhar ela também.
Depois de terminar seu banho, a mulher vai para o quarto se vestir, passa um batom na boca e descobre-se que 'Belle' na verdade é Marilyn Monroe, que está pronta para sair e se encontrar com alguém. Mandrake aparece e também a observa, logo depois, a tabaqueira Lúcia entra no apartamento do mágico. Na portaria do prédio, Macunaíma está à espera dela segurando uma flor vermelha e, após Marilyn descer as escadas, o abraça e beija. Ele então pergunta: "Tá gostoso, coração?" — vitorioso diante dos rivais e por fim, termina o filme no colo dela.

## Produção

### Antecedentes
Em 1995, Quiá Rodrigues foi convidado pelo Centro Técnico Audiovisual (CTAv), juntamente com a funcionária da instituição Paula Nogueira, para desenvolverem uma vinheta de um minuto para a comemoração dos 100 Anos do Cinema, baseada no personagem Nosferatu. Porém, a produção atrasou e não pôde ser utilizada no festival, mas devido a seu resultado visual expressivo e com o apoio do então diretor do CTAv, Sérgio Sanz, foi decidido produzir um filme em homenagem ao cinema.

### Desenvolvimento
A partir daí, Rodrigues preparou o projeto, buscou mais parcerias e foi organizada uma equipe — para preparar os demais cenários e bonecos — e, com o apoio do CTAv, obteve o empréstimo da câmera e do estúdio durante o período necessário para a produção do curta. O cineasta, que na época também trabalhava na TV Globo manipulando bonecos no programa infantil TV Colosso, tinha apenas dois dias por semana para ir ao CTAv fazer o filme e não podia trabalhar à noite pois o local era fechado.
A caracterização dos personagens e dos cenários foi caprichada, mas a despeito disso percebe-se o toque artesanal de uma produção com poucos recursos, pois o látex — material do qual os bonecos foram feitos — se desgastou ao longo dos quatro anos de produção, justamente porque foram utilizados somente um boneco para cada personagem. Apesar dessa deterioração, as filmagens continuaram, inclusive, em algumas tomadas, a estrutura de 'Belle' fica visível, pois a boneca não estava preparada para as cenas de nudez inicialmente — a princípio as cenas seriam sutis e em silhuetas — mas tiveram que ser modificadas devido ao resultado da fotografia no filme.

### Trilha sonora
Rodrigues conheceu um trabalho anterior de trilha sonora, realizado para a animação Leonora Down (1990) de Flávia Alfinito, pelo cantor e produtor musical Ed Motta, que considerou minimalista e muito eficiente, então, pensou em convidá-lo para o projeto. Após a edição do curta, levou uma fita com o filme bruto para que o cantor assistisse e este ficou muito entusiasmado com as imagens, aceitando prontamente a tarefa. Jota Moraes, que já trabalhava com o cantor, ficou responsável pelos arranjos musicais do filme, enquanto Ronaldo Bastos compôs a trilha sonora junto com Motta e a cantora Beth Bruno, por interpretar a música Rainbow's End que a personagem 'Belle' canta ao longo da animação.

### Personagens/vozes
A dublagem do curta teve a direção de Pedro Eugênio:
- Marilyn Monroe (Belle) - Beth Bruno[17]
- Marcelo Mastroianni (Mágico) - Sérgio Britto
- Maria Antonietta Beluzzi (Vizinha) - Lina Rossana
- Bruno Ganz (Anjo) - Wendel Passos
- Grande Othelo (Namorado) - Pedro Eugênio
- Nosferatu (Vampiro) - Quiá Rodrigues

## Temas e análises

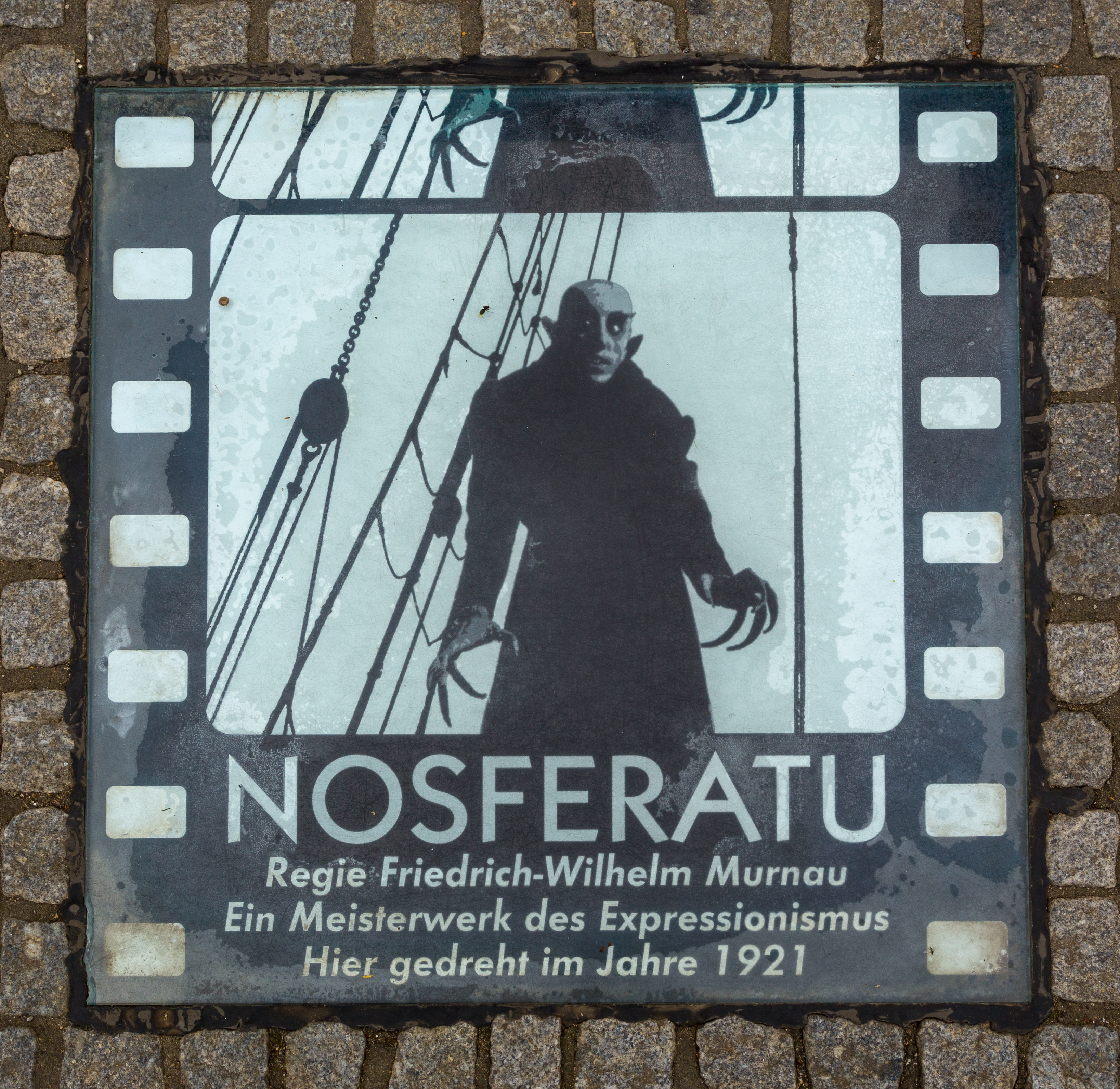
Placa comemorativa com o vampiro do filme Nosferatu.

O universo do filme foi criado em volta da vinheta produzida inicialmente sobre o personagem Nosferatu, que referenciava o Expressionismo alemão. O roteiro foi montado como uma história linear à medida que o curta-metragem era filmado, com a sequência dos apartamentos já definida ao colocar os gêneros do cinema sendo apresentados pelos personagens: Nosferatu, seria o terror; Jeff, o suspense; Mandrake e Lúcia, o romance; Carlitos e "Monsieur" Hulot seriam a comédia muda e a falada. Cada cenário também representou uma estética cinematográfica: o cinema europeu, o cinema alemão, o cinema americano, o cinema mudo e o cinema italiano.
O signo do filme é o olhar — "O olho é a janela da alma",  como disse o cineasta em entrevista —, e a ideia da janela veio porque o cinema é uma espécie de 'janela' — o apartamento do personagem James Stewart se encaixa perfeitamente nesse contexto —, daí os voyers olhando uma mulher que se apronta para sair. Em close, o boneco Carlitos usa a revista Cahiers du Cinéma para olhar a protagonista, e no início do curta, aparece um outdoor, com o olho do filme Laranja Mecânica. Para homenagear as mulheres no cinema, Rodrigues utilizou a figura de Monroe para atrair o olhar de seus observadores para as outras atrizes em fotografias.

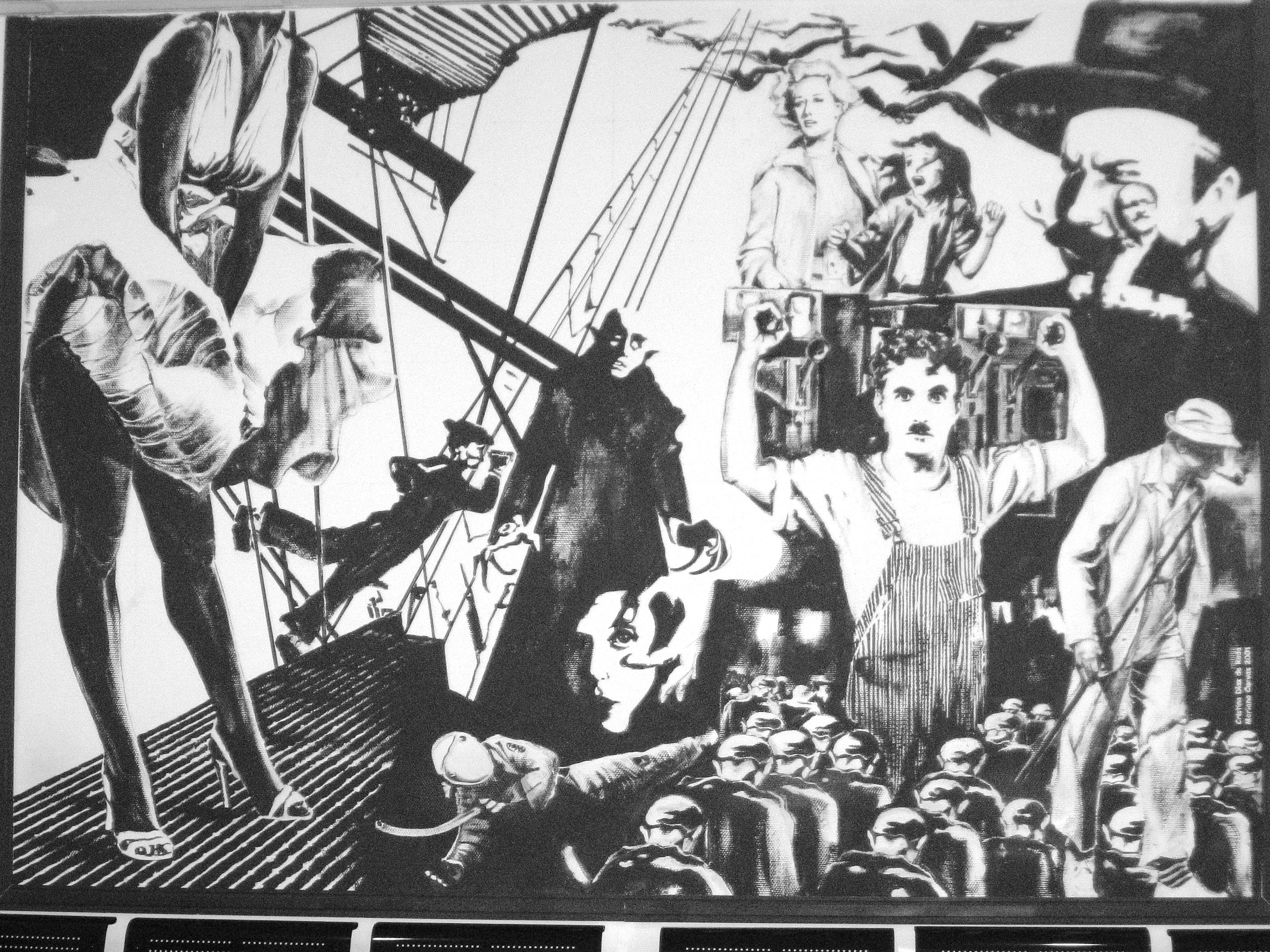
Recorte com referências ao Cinema.

As pequenas narrativas apresentadas lembram os roteiros dos filmes Short Cuts de 1993 e Janela Indiscreta de 1954. O cenário de decoração exuberante do apartamento da protagonista foi inspirado no filme Ata-me! de 1990. Influenciado também por grandes sucessos nacionais, como A Dama do Lotação de 1978 e Macunaíma, Rodrigues criou sua animação como um resgate cultural, estético e narrativo cinematográfico. As muitas influências estrangeiras à cultura brasileira foram aglutinadas e deglutidas e devolvidas à tela como que guiadas pelo Manifesto Antropofágico de Oswald de Andrade de 1928: "Só me interessa o que não é meu. Lei do homem. Lei do antropófago". No curta, essa antropofagia apresenta-se em toda a narrativa. Os mitos do cinema, de épocas e culturas diferentes, na forma de bonecos, são realocados em um novo ambiente e contexto – num filme de animação brasileiro que se alimentou de influências nacionais e estrangeiras.

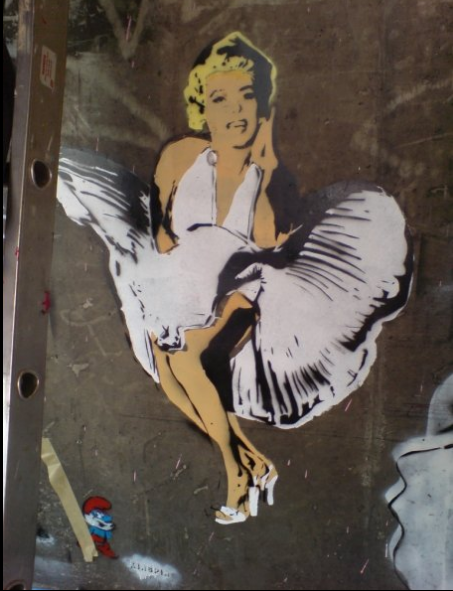
Grafite de Marilyn Monroe em cena icônica do filme O Pecado Mora ao Lado.

Os personagens masculinos são admiradores de 'Belle', personagem baseado em Marilyn Monroe, que representa o cinema americano — e invejosos de Macunaíma, personagem que representa o cinema brasileiro –, metáforas entre o desejo e a realidade. A observação crítica de Rodrigues sobre o contexto do filme é sintetizado no "happy end" de Macunaíma nos braços de 'Belle', sendo inusitado e simbólico, refletindo a paródia, a ironia e humor brasileiros. 'Belle' também simboliza a "anima", a sedução, a inalcançável produção americana — a personagem demora em se arrumar —, enquanto Macunaíma representa o anti-herói, o "animus", a produção pobre, porém criativa do 'jeitinho brasileiro' — ele arruma um hibisco para entregar a amada —, além de não esconder sua irreverência e desdém. O casal simboliza o "cinema nacional nos braços do cinema americano" — como expressa o autor da animação. Uma relação de admiração e sedução, mas de antagonismo e ligação, com uma pitada de desleixo.

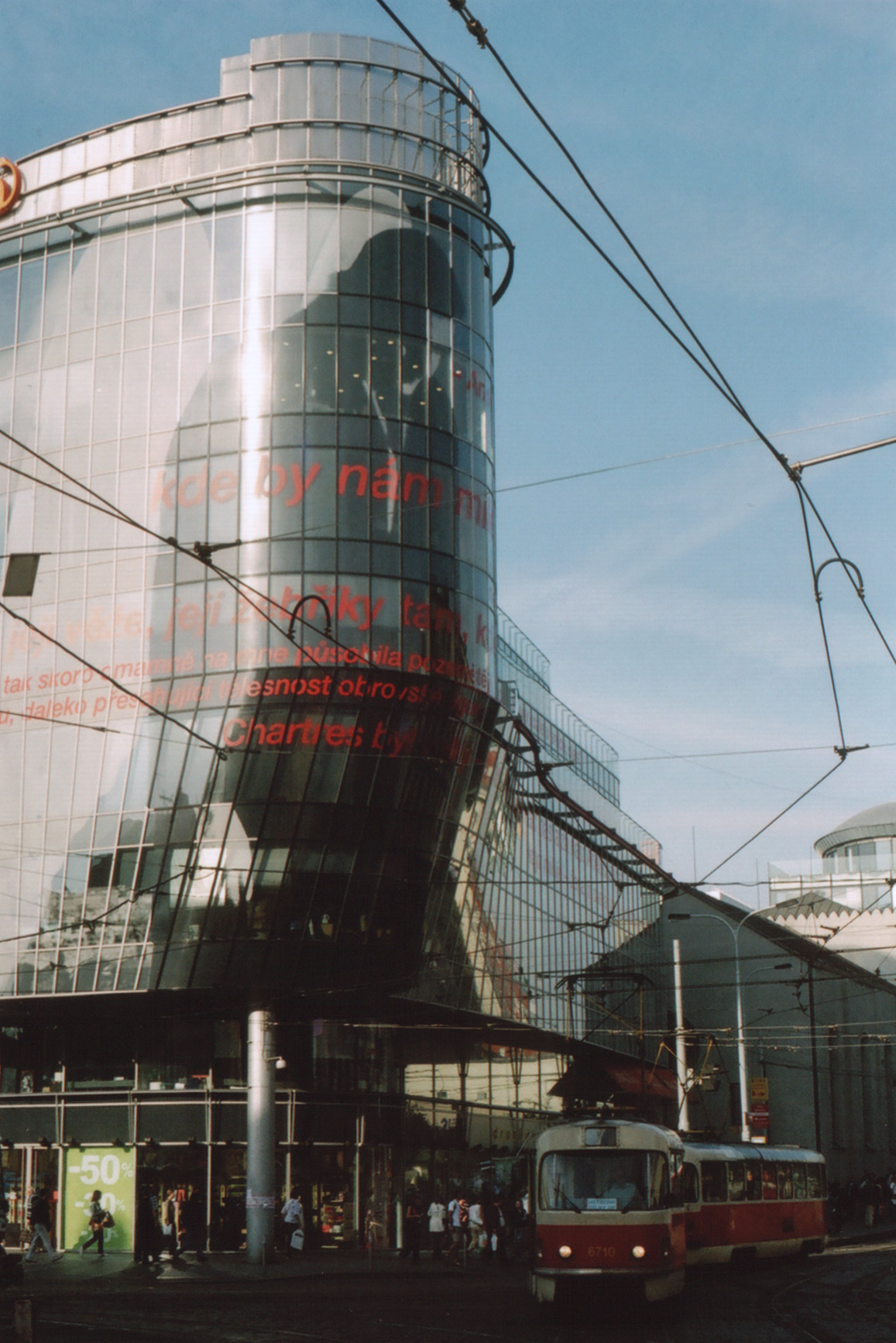
O anjo Damiel do filme Asas do Desejo na fachada de um edifício.
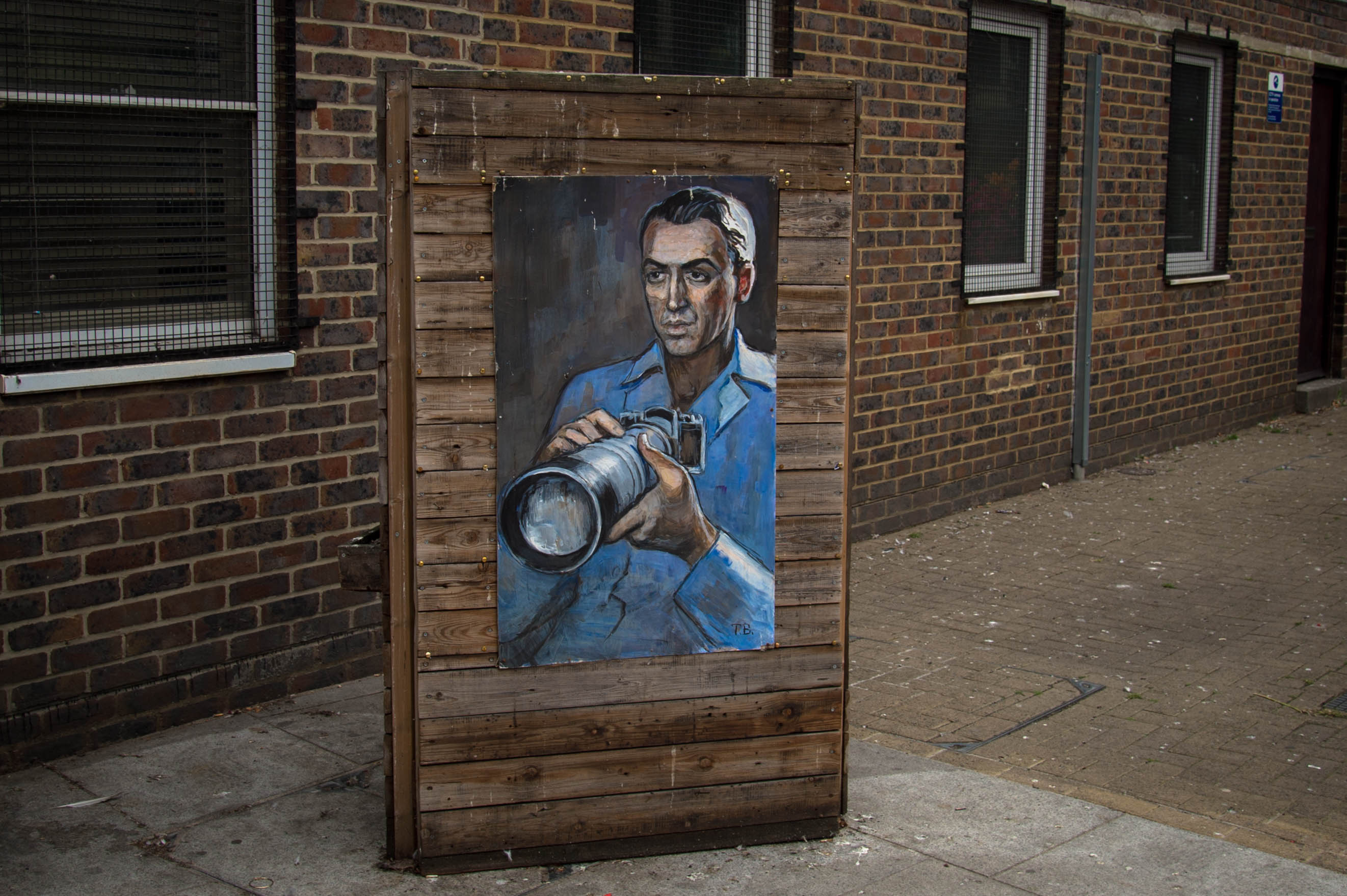
Arte de rua representando James Stewart no filme Janela Indiscreta.
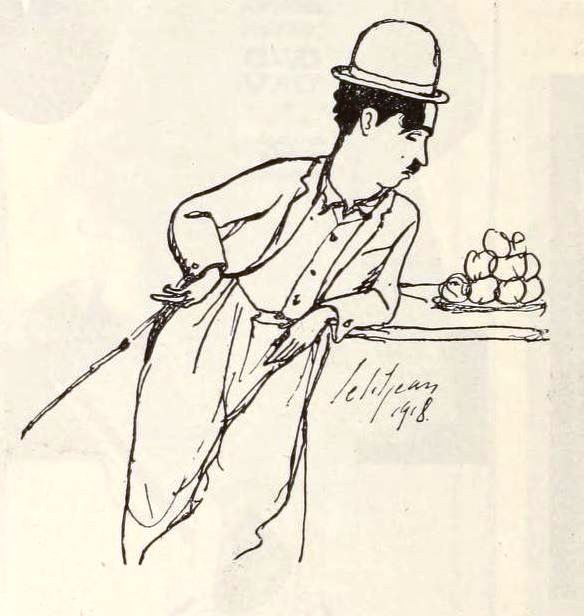
Caricatura de Charles Chaplin como Carlitos.
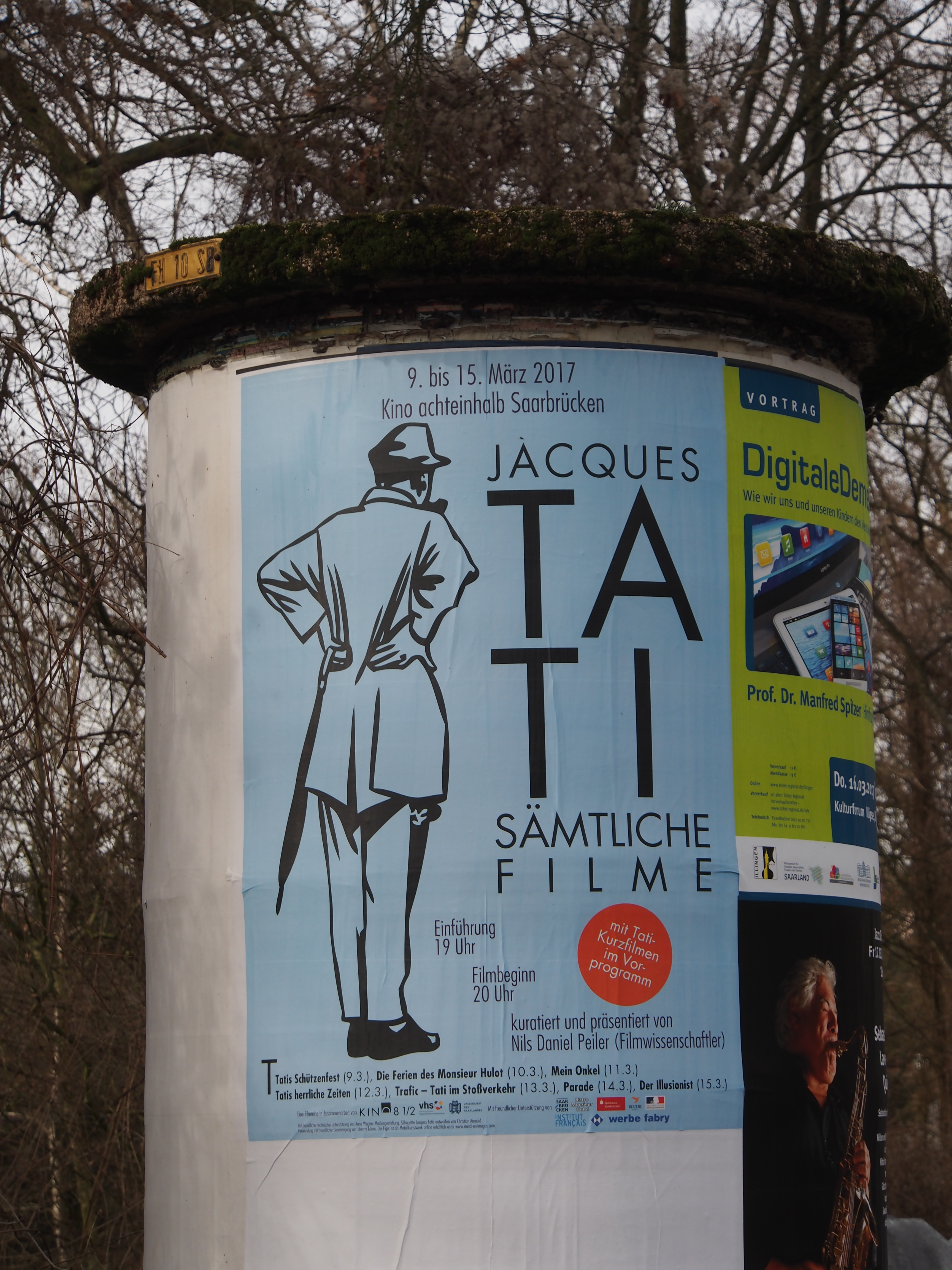
Monsieur Hulot, personagem do ator Jacques Tati.
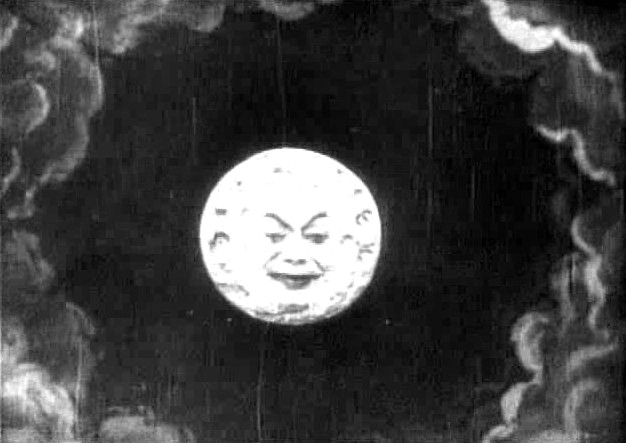
Viagem à Lua de Georges Méliès.

## Recepção
A animação teve seu lançamento oficial em julho de 1999 no Anima Mundi e é considerada um marco na animação nacional, pois foi a primeira produção a receber o prêmio de Melhor Animação Brasileira no evento. Foi exibida no mesmo ano nos Festivais de Brasília, do Rio de Janeiro, de Gramado, de Recife, de Vitória e na Mostra Internacional de São Paulo. Internacionalmente, participou no ano de 2000 do Festival de Havana em Cuba, e dos Festivais de Cannes e de Biarritz, ambos na França e em 2001 do Taipei Film Festival em Taiwan.

### Crítica
A Folha de S.Paulo considerou a animação,  o grande destaque do 7º Festival Internacional de Cinema de Animação de 1999. Rodrigues recebeu quatro prêmios pelo curta-metragem nos eventos do Rio de Janeiro e de São Paulo.
Pedro Butcher escreveu ao jornal O Globo que, nas comemorações dos 10 Anos da Mostra Curta Cinema no Centro Cultural Banco do Brasil (CCBB) e no Espaço Unibanco, trouxeram “um belo panorama da produção mundial de curta-metragens. São 138 títulos estrangeiros e 40 nacionais”. De Janela pro Cinema foi destaque numa das seções da mostra dedicada a jovens cineastas selecionados para o Festival de Cannes: “A simpaticíssima animação brasileira presta homenagem a figuras históricas do cinema como Chaplin e Nosferatu, o vampiro”.
Também no jornal O Globo, Maria Cristina Valente escreveu que, outra atração do Festival Internacional de Bonecos em Canela, considerado um dos mais importantes da América Latina, “será a exibição de De Janela pro Cinema, o primeiro curta-metragem do animador Quiá Rodrigues, que usa referências de mais de 50 clássicos do cinema mundial para contar sua própria história”. O filme, com a trilha sonora de Ed Motta, já havia conquistado vários prêmios e uma indicação para a mostra competitiva de Cannes.
Para O Globo, como enviado especial à Cannes, Pedro Butcher apontou que “subiu para cinco o número de filmes brasileiros no Festival de Cannes deste ano” e que De Janela pro Cinema — “uma divertida homenagem à história da sétima arte feita com bonecos” —, está incluído na seleção oficial do evento europeu, como o único representante da América Latina, especificamente na mostra Cinéfondation, “seção recentemente criada para incentivar talentos novatos”, onde o vencedor “recebe latas de negativo e dinheiro para fazer outro filme”. As produções nacionais na mostra — dois longas e três curtas, foram consideradas um “recorde”, “formando uma das melhores representações que o país já teve” e que, “a presença nacional vem reforçada por uma iniciativa chamada “Imagem Brasil”, que pretende ser o embrião de uma entidade centralizadora da presença do cinema brasileiro nos festivais. Por trás dela está o Festival do Rio, associado a outras entidades.”
Segundo José Geraldo Couto para a Folha de S.Paulo, a animação de Quiá Rodrigues "é uma homenagem algo fetichista ao mundo do cinema. Numa situação voyeurística semelhante à de Janela Indiscreta, espiamos pelas janelas de alguns prédios cenas e personagens clássicos da tela, de Nosferatu a Macunaíma, passando por Carlitos, Monsieur Hulot e Marilyn." O filme, que foi "aclamado em todos os festivais em que foi exibido, perde muito do encanto numa segunda visão" pois, "todo o seu apelo se reduz ao prazer cúmplice do cinéfilo ao identificar filmes, atores, diretores." Para Luiz Carlos Merten do Estadão, no entanto, "um dos baratos do filme é que os cinéfilos ficam tentando identificar o quem é quem", o que considerou "muito divertido e extimulante."
Para Eliane Gordeeff, a animação não apresenta a "miséria" de filmes como Vidas Secas de 1963, mas sim, a precariedade de um visual mal-acabado, resultado da "fome de criar" do seu criador, à margem dos poucos recursos econômicos disponíveis.

### Reconhecimento
De Janela pro Cinema está em décimo sétimo lugar no ranking dos cem títulos selecionados em eleição realizada entre os críticos associados da Associação Brasileira de Críticos de Cinema (Abraccine) e convidados, dentro das comemorações dos 100 Anos da Animação Brasileira, onde se elegeu as melhores animações brasileiras, contemplando filmes de várias épocas, estilos estéticos e formatos.

## Premiações
Lista resumida:
| Premiação                          | Categoria | Resultado     | Ref.                |
| ---------------------------------- | --- | ------------- | ------------------- |
| Anima Mundi 1999                   | Melhor Filme Brasileiro Melhor Filme pelo Júri Popular                                                             | Venceu        | [ 1 ] [ 7 ]         |
| Festival de Gramado 1999           | Prêmio Especial de Animação Prêmio Especial do Júri                                                                | Venceu        | [ 1 ] [ 7 ] [ 27 ]  |
| Festival de Cuiabá 1999            | Melhor Curta pelo Júri Popular                                                                                     | Venceu        | [ 1 ]               |
| Festival de Brasília 1999          | Prêmio de Crítica Melhor Curta-metragem                                                                            | Venceu        | [ 1 ] [ 7 ]         |
| Festival de Vitória 1999           | Melhor Trilha Sonora Melhor Animação                                                                               | Venceu        | [ 1 ] [ 28 ]        |
| Grande Prêmio Cinema Brasil 2000   | Melhor Animação | Venceu        | [ 1 ] [ 29 ] [ 30 ] |
| Festival de Recife 2000            | Melhor Filme de Animação Melhor Direção de Animação Melhor Fotografia de Animação Melhor Trilha Sonora de Animação | Venceu        | [ 1 ] [ 31 ]        |
| Cine Ceará 2000                    | Melhor Roteiro Melhor Animação                                                                                     | Venceu        | [ 1 ] [ 7 ] [ 32 ]  |
| Miami Brazilian Film Festival 2000 | Melhor Curta pelo Júri Popular Melhor Direção de Arte                                                              | Venceu        | [ 7 ]               |
| Festival de Cannes 2000            | Mostra Cinéfondation                                                                                               | Indicado      | [ 2 ]               |
| Festival de Havana 2000            | Melhor Animação | Segundo lugar | [ 7 ] [ 33 ]        |
| Taipei Film Festival 2001          | Melhor Filme | Venceu        | [ 34 ]              |

## Mostras
Lista resumida:

### Cinema
- Mostra de Cinema de Tiradentes (2000): realizado na cidade de Tiradentes, Minas Gerais. O cineasta Carlos Heichenbach foi o homenageado da mostra.[35]

- Mostra Latino-Americana (2000): De Janela pro Cinema foi um dos primeiros filmes a serem exibidos na inauguração da sala de cinema da Casa França-Brasil, que apresentou os três curta-metragens que representaram o Brasil no Festival de Cannes do mesmo ano, na sessão Curtas Brasil em Cannes.[36][37][38]

- Mostra Curta de Cinema (2000): realizado no Centro Cultural Banco do Brasil (CCBB) e no Espaço Unibanco.[20]
- Mostra Bonequinho Viu (2000): a 5ª mostra aconteceu em um telão na praia de Copacabana de forma gratuita, sendo uma antiga sessão do Festival do Rio realizada em parceria com o jornal O Globo.[39][40]
- Noite Cinema Animadores (2001): realizado no Espaço Unibanco.[41]

- Encontro com o Cinema Brasileiro (2001): promovido pelo Centro Cultural Banco do Brasil do Rio de Janeiro (CCBB RJ) e dedicado à animação. Foi uma prévia ao Anima Mundi daquele ano.[42][43]

- Mostra Curta a Massa (2001): realizado na Casa França-Brasil. A animação foi apresentada na sessão Curta Petrobrás às Seis.[44]
- Festival Internacional de Curtas de Belo Horizonte (2004): que homenageou o cineasta brasileiro José Eduardo Belmonte. A animação foi apresentada na Mostra Retrospectiva.[45]

### Televisão
- Sessão Curta na Tela (2001): o Canal Brasil teve uma programação especial motivada pela 9ª edição do Festival Anima Mundi, apresentando filmes brasileiros de animação, incluindo curtas premiados no Brasil e no exterior.[46]

### Festival de bonecos
- Festival Internacional de Teatro de Bonecos (2000): realizado na cidade de Canela, Rio Grande do Sul, onde a animação teve uma sessão especial.[4][47]